# Ботвиль
Ботви́ль (фр. Beauteville, окс. Bautevila) — коммуна во Франции, находится в регионе Юг — Пиренеи. Департамент — Верхняя Гаронна. Входит в состав кантона Вильфранш-де-Лораге. Округ коммуны — Тулуза.
Код INSEE коммуны — 31054.

## География

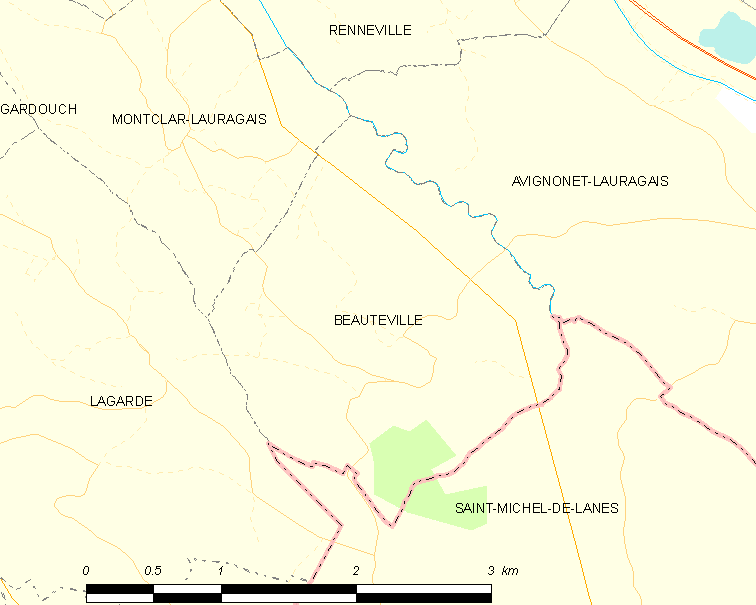
Карта коммуны

Коммуна расположена приблизительно в 620 км к югу от Парижа, в 38 км к юго-востоку от Тулузы.
На северо-востоке коммуны протекает река Эр-Мор.

## Климат
Климат умеренно-океанический. Зима мягкая и снежная, весна характеризуется сильными дождями и грозами, лето сухое и жаркое, осень солнечная. Преобладают сильные юго-восточные и северо-западные ветры.

## Население
Население коммуны на 2010 год составляло 185 человек.
| 1962 | 1968 | 1975 | 1982 | 1990 | 1999 | 2010 |
| ---- | ---- | ---- | ---- | ---- | ---- | ---- |
| 133  | 121  | 93   | 81   | 101  | 104  | 185  |

## Экономика
В 2010 году среди 123 человек трудоспособного возраста (15—64 лет) 95 были экономически активными, 28 — неактивными (показатель активности — 77,2 %, в 1999 году было 68,7 %). Из 95 активных жителей работали 91 человек (49 мужчин и 42 женщины), безработных было 4 (1 мужчина и 3 женщины). Среди 28 неактивных 13 человек были учениками или студентами, 12 — пенсионерами, 3 были неактивными по другим причинам.

## Достопримечательности
- Церковь Св. Власия